# Іновроцлавське воєводство
Іновро́цлавське воєво́дство (лат. Palatinatus Iuniuladislaviensis, пол. Województwo inowrocławskie) — адміністративно-територіальна одиниця Королівства Польського та Корони Польської в Речі Посполитій. Існувало з 14 століття до 1772 року. Створене на основі земель Іновроцлавського князівства. Входило до складу Великопольської провінції. Належало до регіону Великопольща, історичної області Куявія. Розташовувалося в західній частині Речі Посполитої, на півночі Великопольщі. Головне місто — Іновроцлав. Очолювалося іновроцлавськими воєводами. Сеймик воєводства збирався у містечку Радзеїв. Мало представництво із 2 сенаторів у Сенаті Речі Посполитої. Складалося з 5 повітів. Станом на 1772 рік площа воєводства становила 5877,13 км². Населення в 1790 році нараховувало 51 507 осіб. Ліквідоване 1772 року під час першого поділу Речі Посполитої. Територія воєводства увійшла до складу округи Нетце королівства Пруссія, а з 1807 року — до провінції Західна Пруссія. До 1420 року називалося Гнівко́вським воєводством (пол. Województwo gniewkowskie), центром якого було місто Гнівково.

## Повіти
- Бидгозький повіт → Бидгощ
- Добжинський повіт → Добжинь (Добжинська земля)
- Іновроцлавський повіт → Іновроцлав
- Рипінський повіт → Рипін (Добжинська земля)
- Ліпнівський повіт → Ліпно (Добжинська земля)